# Conitec Prof80
Conitec Prof80 (Prof80) је био кућни рачунар фирме Conitec који је почео да се производи у Немачкој од 1982. године.
Користио је Z80A као микропроцесор. RAM меморија рачунара је имала капацитет од 64 KB. 
Као оперативни систем кориштен је OS-80, NewDos-80, CP/M 2.2, затим 3.X.

## Детаљни подаци
Детаљнији подаци о рачунару Prof80 су дати у табели испод.
|                       |                                     |
| [ 1 ]                 |                                     |
| Произвођач            |                                     |
| Тип                   | кућни рачунар                       |
| Меморија              | 64 KB                               |
| Поријекло             | Њемачка                             |
| Година                | 1982                                |
| Тастатура             | зависно од корисника                |
| Процесор              |                                     |
| Фреквенција процесора | 6                                   |
| RAM                   | 64 KB                               |
| ROM                   | 12 KB                               |
| Текст                 | 32 или 64 стубова x 16 линија       |
| Графика               | непознато                           |
| Боја                  | једна боја                          |
| Звук                  | уграђени звучник, 1 канал           |
| Димензије             | 1.9 m по кабинету (1 до 4 кабинета) |
| Портови               |                                     |
| Оперативни систем     | 2.2, затим                          |